# Enghien
Enghien es una comuna de la región de Valonia, en la provincia de Henao, Bélgica. A 1 de enero de 2019 tenía una población estimada de 13 817 habitantes.

## Geografía
Se encuentra ubicada al centro del país.

### Secciones del municipio
El municipio comprende los antiguos municipios, que se fusionaron en 1977:
| - Enghien (Edingen) - Petit-Enghien (Lettelingen) - Marcq (Mark) |

## Demografía

### Evolución
Todos los datos históricos relativos al actual municipio, el siguiente gráfico refleja su evolución demográfica, incluyendo municipios después de efectuada la fusión el 1 de enero de 1977.
| Gráfica de evolución demográfica de Enghien entre 1846 y 2019 |
|                                                               |